# TJ Malše Roudné
TJ Malše Roudné je český fotbalový klub z obce Roudné. V letech 2014 – 2018 klub působil v divizi (čtvrtá nejvyšší fotbalová soutěž v Česku), kterou hrál už v sezónách 2006/07, 2009/10 a 2012/13. V současnosti hraje v Krajském přeboru.

## Historie
Klub byl založen v roce 1961. Největším úspěchem v historii klubu bylo 6. místo v divizi v sezóně 2014/15, kdy se mu poprvé povedlo v divizi setrvat déle než jedinou sezónu, zatímco při předchozích postupech v sezónách 2005/06, 2008/09 a 2011/12 (postup z 2. místa, neboť vítězné Dražice divizi odmítly) vždy následně sestoupil. Od roku 2014 hraje za Roudné také exligový hráč se 431 ligovými starty Rudolf Otepka , který v klubu momentálně působí jako trenér 'A' mužstva.

## Umístění v jednotlivých sezonách
| Česko (2001 – současnost) |                |           |
| Sezóna                    | Liga           | Pozice    |
| 2000/01                   | I. A třída     | 1. místo  |
| 2001/02                   | Krajský přebor | 3. místo  |
| 2002/03                   | Krajský přebor | 2. místo  |
| 2003/04                   | Krajský přebor | 2. místo  |
| 2004/05                   | Krajský přebor | 2. místo  |
| 2005/06                   | Krajský přebor | 1. místo  |
| 2006/07                   | Divize A       | 14. místo |
| 2007/08                   | Krajský přebor | 4. místo  |
| 2008/09                   | Krajský přebor | 1. místo  |
| 2009/10                   | Divize A       | 15. místo |
| 2010/11                   | Krajský přebor | 6. místo  |
| 2011/12                   | Krajský přebor | 2. místo  |
| 2012/13                   | Divize A       | 14. místo |
| 2013/14                   | Krajský přebor | 2. místo  |
| 2014/15                   | Divize A       | 6. místo  |
| 2015/16                   | Divize A       | 12. místo |
| 2016/17                   | Divize A       | 11. místo |
| 2017/18                   | Divize A       | 12. místo |
| 2018/19                   | Krajský přebor | 16. místo |
| 2019/20                   | I. A třída     | 2. místo  |
| 2020/21                   | I. A třída     | 2. místo  |
| 2021/22                   | I. A třída     | 3. místo  |
| 2022/23                   | I. A třída     | 1. místo  |
| 2023/24                   | Krajský přebor | 2. místo  |
| 2024/25                   | Krajský přebor | 3. místo  |